# ドレミファだいじょーぶ
「ドレミファだいじょーぶ」（ドレミファだいじょーぶ）は、B.B.クィーンズの5枚目のシングル。1991年12月16日にBMGビクターから発売された。

## 解説
日本テレビ系で不定期に放送されているバラエティ番組「はじめてのおつかい」の主題歌として使用された。C/W「しょげないでよBaby」も番組内で使用されている。
1996年にジャケットデザインを一新し、同番組挿入歌「Love…素敵な僕ら'97」（『Party』収録の「Love…素敵な僕ら」のリアレンジバージョン）が追加された再発盤が登場。
2007年にはマキシシングル化され再々発。ジャケットデザインが変更されているが、内容は再発盤と同様である。
メロディが移動ドのドレミファソラシドとドシラソファミレドのみで構成されている。

## 収録曲

### オリジナル盤
1. ドレミファだいじょーぶ [3:39]
作詞：長戸大幸、作曲・編曲：織田哲郎
2. しょげないでよBaby [3:48]
作詞：高樹沙耶、作曲・編曲：織田哲郎
3. ドレミファだいじょーぶ（オリジナル・カラオケ）

### 再発盤（1996年、2007年）
1. ドレミファだいじょーぶ
2. Love…素敵な僕ら'97 [4:17]
作詞：亜蘭知子、作曲：望月衛介、編曲：寺尾広
3. しょげないでよBaby
4. ドレミファだいじょーぶ（オリジナル・カラオケ）

## 曲の構成

### ドレミファだいじょーぶ
終結部を除き二部形式となっている。
| 番       | 1番 | 1番 | 1番 | 1番 | -    | 2番 | 2番 | 2番 | 2番 | 2番  | 2番 | 2番 | 2番 | 2番 | 2番 |
| -------- | --- | --- | --- | --- | ---- | --- | --- | --- | --- | ---- | --- | --- | --- | --- | --- |
| メロディ | A   | A   | B   | B   | 間奏 | A   | A   | B   | B   | 間奏 | B'  | B'  | B'  | B'  | B'  |
| メロディ | a   | a   | b   | a   | 間奏 | a   | a   | b   | a   | 間奏 | b   | a   | a'  | a'  | a'  |
| キー     | G   | G   | G   | G   | G    | G   | G   | G   | G   | G    | G   | G   | A♭  | A   | B♭  |

### しょげないでよBaby
J-POPに多く見られるリフレイン形式となっている。
| 番       | 1番    | 1番   | 1番   | 1番  | 2番   | 2番   | 2番  | 2番  | 2番  |
| -------- | ------ | ----- | ----- | ---- | ----- | ----- | ---- | ---- | ---- |
| メロディ | 頭サビ | Aメロ | Bメロ | サビ | Aメロ | Bメロ | 間奏 | サビ | サビ |
| キー     | B      | B     | B     | B    | B     | B     | B    | B    | B    |

## カバー
ドレミファだいじょーぶ
- 大山寿美香（森の木児童合唱団）、影山ヒロノブ - 日本コロムビア版カバー音源。
- 神聖かまってちゃん - 2012年放送のテレビドラマ『エアーズロック』のエンディングテーマとして使用。2012年発売のCDシングル『夢のENDはいつも目覚まし!』収録。

## 収録アルバム
| 曲名                   | 収録アルバム                                               | 発売日         |
| ---------------------- | ---------------------------------------------------------- | -------------- |
| ドレミファだいじょーぶ | 『complete of B.B.QUEENS at the BEING studio』             | 2002年11月25日 |
| ドレミファだいじょーぶ | 『BEST OF BEST 1000 B.B.クィーンズ』                       | 2007年12月12日 |
| ドレミファだいじょーぶ | 『日本テレビ開局50年記念 TV GENERATION 日テレGOLDEN BEST』 | 2003年8月28日  |
| ドレミファだいじょーぶ | 『BEST HIT BEING』                                         | 2009年12月     |
| しょげないでよBaby     | 『complete of B.B.QUEENS at the BEING studio』             | 2002年11月25日 |
| しょげないでよBaby     | 『BEST HIT BEING』                                         | 2009年12月     |
| しょげないでよBaby     | 『MILLION 〜BEST OF 90's J-POP〜 RED』                     | 2012年10月17日 |
| Love…素敵な僕ら'97     | 『complete of B.B.QUEENS at the BEING studio』             | 2002年11月25日 |

| 1A - 2B'-a | 1A - 2B'-a | → | 2B'-a' | 2B'-a'        | → | 2B'-a' | 2B'-a'     | → | 2B'-a' | 2B'-a'        |
|            | ト長調 (G) | → |        | 変イ長調 (A♭) | → |        | イ長調 (A) | → |        | 変ロ長調 (B♭) |

|  | ロ長調 (B) |